# Encephalitozoon
Genre
Espèces de rang inférieur
- Encephalitozoon cuniculi
- Encephalitozoon hellem
- Encephalitozoon intestinalis
- Encephalitozoon lacertae

Encephalitozoon  est un genre de  microsporidie parasite intracellulaire des Vertébrés, chez lesquels il entraîne des pathologies du système nerveux, du système digestif et du système respiratoire.
Le génome d'Encephalitozoon cuniculi est entièrement séquencé.

## Liste des espèces
- Encephalitozoon cuniculi
- Encephalitozoon hellem
- Encephalitozoon intestinalis
- Encephalitozoon lacertae